# Polytope abstrait

Une pyramide à base carrée et le polytope abstrait correspondant.

En mathématiques, et plus particulièrement en géométrie discrète, un polytope abstrait est un ensemble partiellement ordonné dont l'ordre reflète les propriétés combinatoires d'un polytope (au sens traditionnel, généralisant les polygones et les polyèdres à un  nombre de dimensions quelconque), mais pas les aspects géométriques usuels, tels que les angles ou les distances.
On dit qu'un polytope (géométrique)  est une  réalisation dans un  espace à n dimensions (le plus souvent euclidien) du polytope abstrait correspondant.
La définition « abstraite » autorise des structures combinatoires non réalisables géométriquement (par exemple un polygone à deux côtés), ce qui fait apparaître de nouveaux objets sans contrepartie classique.

## Historique
Dans les années 1960, Branko Grünbaum lança un appel à la communauté des géomètres pour étudier des généralisations du concept de  polytope régulier qu'il appelait des polystromata. Il commença à en développer la théorie, découvrant de nouveaux objets, dont la 11-cellule (en). Vers 1980, H.S.M. Coxeter découvrit un polytope analogue, la 57-cellule (en), puis redécouvrit indépendamment la 11-cellule.
Ces travaux préliminaires, ainsi que ceux de Jacques Tits, ayant fixé les bases, la théorie élémentaires de ces structures combinatoires, désormais connues sous le nom de polytopes abstraits, fut décrite par Egon Schulte (en) dans sa thèse de doctorat en 1980. Peter McMullen (en) et lui développèrent la théorie dans une série d'articles de recherche, réunis par la suite en livre ; leurs définitions sont désormais acceptées (y compris par Grünbaum) comme étant « correctes ».
La recherche s'est depuis surtout consacrée à l'étude des  polytopes  réguliers, définis comme ceux dont le groupe d'automorphismes agit transitivement  sur l'ensemble de ses drapeaux (en).

## Approche informelle et définitions préliminaires

### Polytopes et polytopes abstraits

Six quadrilatères isomorphes.

En géométrie euclidienne, les six quadrilatères ci-contre sont tous différents. Pourtant, ils ont une structure commune : la chaîne alternée de quatre sommets et de quatre côtés qui leur donne leur nom. On dit qu'ils sont isomorphes.
Cette structure commune peut être représentée par un polytope abstrait sous-jacent, un ensemble partiellement ordonné qui capture le modèle des connexions ou des incidences entre les différents éléments structurels. Les propriétés mesurables des polytopes traditionnels tels que les angles, les longueurs de bord, l'asymétrie, la rectitude et la convexité n'ont aucune signification pour un polytope abstrait.
Ce qui est vrai pour les polytopes traditionnels (aussi appelés polytopes classiques ou géométriques) ne l'est peut-être pas pour les polytopes abstraits, et vice versa. Par exemple, un polytope traditionnel est régulier si toutes ses faces et tous ses sommets sont réguliers, mais ce n'est pas nécessairement le cas pour un polytope abstrait

#### Réalisations
On dit qu'un polytope (au sens géométrique traditionnel) est une réalisation du polytope abstrait correspondant aux relations d'incidence entre ses sommets ,ses arêtes, ses faces, etc. Ainsi, les six quadrilatères représentés sont des réalisations distinctes du même quadrilatère abstrait, mais certains (par exemple ceux avec des arêtes courbes) ne correspondent pas à la définition traditionnelle d'un quadrilatère ; on dit que ce sont des réalisations infidèles.

### Faces, rangs, ordres
Les éléments de la structure d'un polytope – les sommets, les arêtes, les cellules, etc. – sont associés à des éléments de l'ensemble partiellement ordonné qu'est le polytope abstrait. Ces derniers (appelés génériquement des faces du polytope abstrait) reçoivent le même nom : ceux associés à un sommet sont encore appelés des sommets (ou 0-faces), les arêtes sont des 1-faces, et en général un élément associé à un élément de dimension k est une k-face (ainsi, les facettes des polyèdres sont des 2-faces).
Si F est une k-face, le nombre k est son rang.
On peut ordonner (partiellement) des faces de rang différent par l'inclusion, par exemple si une arête A d'une facette F relie les sommets P et Q, on notera  P < A, Q < A et A < F (et donc P < F). On dit que A, P et Q sont des  sous-faces de F.
En général, F et  G sont dits incidents si F = G ou F < G ou G < F (cet usage du terme « incident » ne correspond pas au sens géométrique usuel, ainsi dans le carré abcd, les côtés ab et bc ne sont pas incidents à ce sens, mais ils sont bien tous deux incidents avec le sommet  b).
Réciproquement, un polytope abstrait est alors défini comme un ensemble partiellement ordonné dont la relation d'ordre satisfait certains axiomes supplémentaires (vérifiés par la relation d'incidence pour les polytopes usuels).

### Plus petites et plus grandes faces
Il est pratique de considérer l'ensemble vide comme une face de tout polytope abstrait ; c'est le plus petit élément pour la relation d'incidence et on lui attribue le rang –1, puisqu'il est (pour cette relation) un niveau en dessous des sommets, objets de dimension (et donc de rang) 0. Dans ce contexte, on le note F−1 ; il n'a évidemment pas de réalisation (géométrique).
Toujours conventionnellement, il est également utile de considérer le polytope tout entier comme une seule face, plus grand élément et donc incidente à toutes les autres, et dont le rang n est la dimension d'une réalisation du polytope. On dénote cette face par Fn ; on considère parfois que sa réalisation est l'intérieur du polytope géométrique.
F−1 et Fn sont appelés des faces impropres ; les autres sont des faces propres.

### Un exemple
Les faces de l'unique quadrilatère abstrait (également appelé carré dans ce contexte) sont données dans la table suivante.
| Type de face | Rang (k) | Nombre | k-faces    |
| ------------ | -------- | ------ | ---------- |
| Plus petite  | −1       | 1      | F−1        |
| Sommet       | 0        | 4      | a, b, c, d |
| Arête        | 1        | 4      | W, X, Y, Z |
| Plus grande  | 2        | 1      | F2         |

La relation < est définie par un ensemble de couples dont la liste est :
F−1 < a, ... , F−1 < X, ... , F−1 < F2, ... , b < Y, ... , c < F2, ... , Z < F2.
Les relations d'ordre étant transitives, il n'est pas nécessaire de donner la liste de toutes les paires, mais seulement celles de la forme  F < H, telles que aucun G ne vérifie F < G < H.
Les côtés (ou arêtes)  W, X, Y et Z sont souvent écrits  ab, ad, bc, et cd respectivement, mais cette notation, plus claire pour les polytopes réalisés géométriquement, n'est pas toujours possible, comme on le verra plus bas dans le cas du digone, par exemple.
Les quatre côtés (et les quatre sommets) jouent le même rôle ; on parle dans ce cas d'automorphisme (ou plus géométriquement de symétries).

### Le diagramme de Hasse

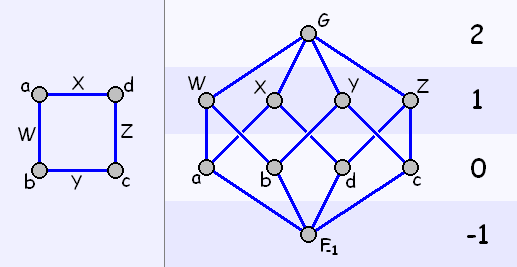
Le graphe (à gauche) et le diagramme de Hasse du quadrilatère, avec les rangs indiqués à droite (F_{2} est noté G).

Les petits ensembles partiellement ordonnés, en particulier les petits polytopes, sont souvent mieux représentés par leur diagramme de Hasse. Par convention, les faces de même rang sont placées au même niveau ; les lignes entre faces représente la relation d'incidence, A < B si A et B sont reliées et si A est un niveau en dessous de B. Cette représentation caractérise complètement le polytope abstrait, ce qui n'est pas le cas de la représentation par le graphe, par exemple.

### Rang
Le rang d'une face F est défini comme (m − 2), où m est le nombre maximum de faces dans une suite totalement ordonnée de la forme F' < F" < ... < F. F' est toujours la face la plus petite, F−1.
Le rang du polytope  abstrait est celui de sa plus grande face Fn.
Les faces de certains rangs ont des noms particuliers :
| Rang | -1          | 0      | 1     | 2 | 3       | ... | n - 2                 | n - 1   | n           |
| ---- | ----------- | ------ | ----- | - | ------- | --- | --------------------- | ------- | ----------- |
| Type | Plus petite | Sommet | Arête | † | Cellule |     | Sous-facette ou crête | Facette | Plus grande |

† Traditionnellement, « face » est utilisée pour une 2-face, d'où l'absence de terme spécifique.

### Drapeaux
Un drapeau (en) est  un sous-ensemble maximal de faces totalement ordonné (une chaîne).
Par exemple, {ø, a, ab, abc} est un drapeau du triangle abc.
Dans un polytope donné, tous les drapeaux ont le même nombre de faces (un de plus que le rang du polytope).

### Sections

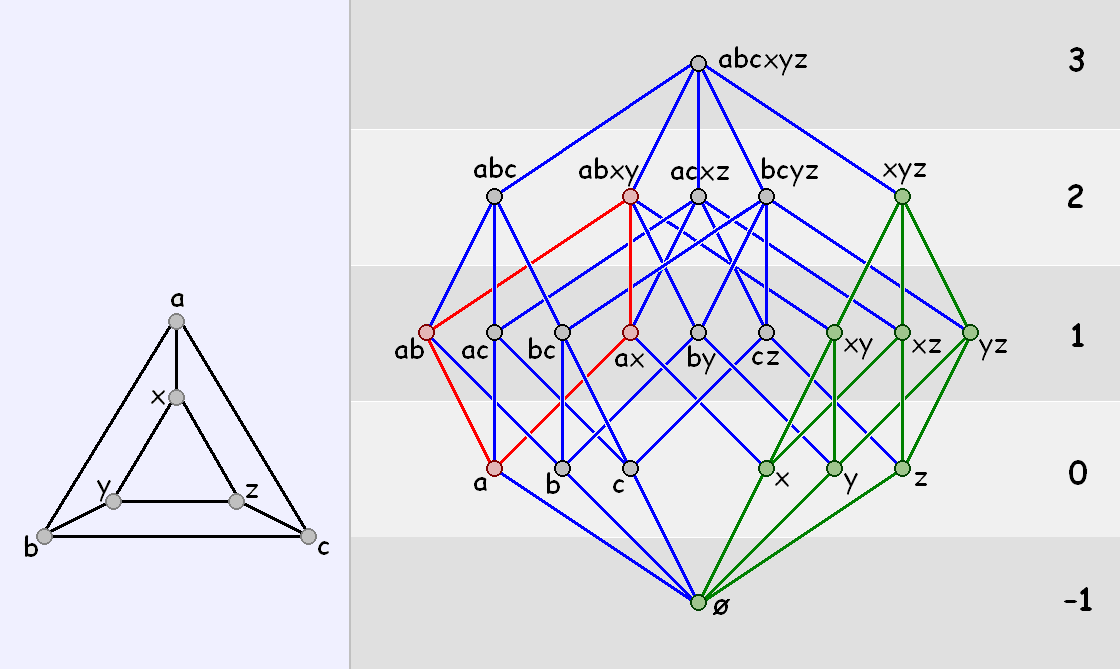
Le graphe (à gauche) et le diagramme de Hasse d'un prisme triangulaire, montrant une 1-section (rouge), et une 2-section (verte).

Dans un polytope abstrait P, étant données deux faces F et H de P avec F ≤ H, l'ensemble {G | F ≤ G ≤ H} est appelé une section de P, et noté H/F (dans le langage de la théorie des ordres, il s'agit d'un intervalle fermé, que l'on note  [F, H]).
Par exemple, dans le prisme  abcxyz du diagramme ci-contre, la section xyz/ø (marquée en vert) est le triangle
{ø, x, y, z, xy, xz, yz, xyz}.
Une k-section est une section de rang k, c'est-à-dire que k = rang (H) - rang (F).
Un polytope sous-ensemble d'un autre polytope n'en est pas nécessairement une section. Par exemple, le carré abcd est un sous-ensemble du tétraèdre abcd (qui, outre les faces abc, abd, etc. possède les deux arêtes supplémentaires ac et bd), mais n'en est pas une section.

#### Figures de sommet
La figure de sommet en un sommet donné V est la (n−1)-section Fn/V, où Fn est la plus grande face.
Par exemple, dans le triangle abc, la figure de sommet en b, abc/b, est {b, ab, bc, abc}, autrement dit un segment. Les figures de sommet d'un cube sont des triangles.

#### Connexité
Un ensemble partiellement ordonné P est connexe  si  P est de rang ≤ 1 ou si, étant donné deux faces propres quelconques F et G, il existe une séquence de faces propres
H1, H2,...,Hk
avec F = H1, G = Hk, et pour tout i < k, Hi est incidente à Hi+1.
Cette condition garantit qu'une paire de triangles disjoints abc et xyz n'est pas un polytope. Pour éviter que deux pyramides ayant un sommet en commun soit un polytope, on ajoute la condition de connexité forte : P est fortement connexe si toute section de P est connexe.

## Définitions rigoureuses
Un polytope abstrait est un ensemble partiellement ordonné, dont les éléments sont appelés faces, satisfaisant aux quatre axiomes suivants :
1. il a un plus grand et plus petit élément ;
2. tous les drapeaux ont le même nombre de faces ;
3. il est fortement connexe ;
4. si les rangs de deux faces a > b diffèrent de 2, il y a exactement 2 faces c et d telles que a > c > b et a > d > b.

Un n-polytope est un polytope de rang n.

### Remarques sur les axiomes
Le polytope nul a un seul élément.
L'axiome 3 est équivalent (compte tenu des autres axiomes) à la forte connexité par drapeaux (un analogue de la connexité par arcs), signifie informellement que
pour toute section du polytope, on peut passer d'un drapeau à un autre en ne changeant qu'une face à la fois.
L'axiome 4 est connu comme la « propriété du losange », en raison de l'aspect du diagramme de Hasse entre a et b.
À partir des axiomes, on peut montrer que chaque section est un polytope, et que rang(G/F) = rang(G) − rang(F) − 1.
D'un point de vue informel, l'axiome 4 signifie que les k-faces sont collées 2 à 2 le long d'une (k–1)-face, et qu'inversement chaque k-face  appartient au bord d'exactement deux (k+1)-faces.

## Les polytopes les plus simples

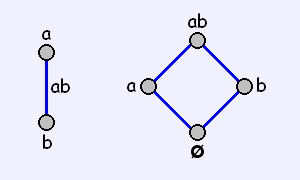
Le graphe et le diagramme de Hasse du segment

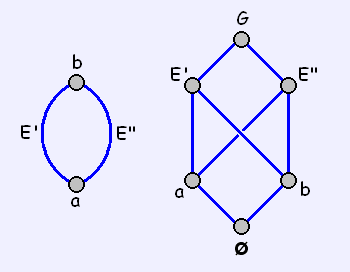
Le graphe et le diagramme de Hasse du digone.

### Rang < 2
Il y a un seul polytope pour les rangs −1, 0 et 1. Ce sont, respectivement, le polytope nul, le point  (ceux-ci ne sont pas toujours considérés comme des polytopes valides) et le segment.
Le segment, outre ses plus petites et plus grandes faces, a exactement  deux 0-faces, par exemple S = {ø, a, b, ab}.

### Rang 2: polygones
Pour chaque p, 3 ≤ p < {\displaystyle \infty }, on obtient l'équivalent abstrait du polygone traditionnel à p sommets et p côtés, le p-gone. Pour p = 3, 4, 5... on obtient le triangle, le carré, le pentagone...
Pour p = 2, on obtient le digone, et pour p = {\displaystyle \infty } l'apeirogone.

#### Le digone
Un digone est un polygone à deux arêtes, qui ont les mêmes deux sommets ; il est donc dégénéré dans le plan euclidien (mais on peut le plonger sur le cylindre, par exemple).
La notation par ensembles de sommets comme T = {ø, a, b, c, ab, ac, bc, abc} pour le triangle abc ne peut pas être utilisée pour le digone ; il est nécessaire de donner des noms individuels aux « côtés » et de spécifier les relations d'incidence, par exemple de définir le digone comme l'ensemble {ø, a, b, E', E'', G}  avec la relation < donnée par
ø < a, ø < b, a < E', a < E'', b < E', b < E'', E' < G, E'' < G
(E' et E'' sont les 1-faces, et G la 2-face).
Cette situation est relativement fréquente : un polytope ne peut être complètement décrit par ensembles de sommets que si deux faces distinctes ont des ensembles de sommets incidents distincts. Un polytope ayant cette propriété est dit  atomique.

## Exemples de rang supérieur

Un hosoèdre hexagonal, réalisé comme polyèdre sphérique.

L'hémicube est formé à partir du cube en identifiant les sommets, les arêtes et les faces opposés. Il a 4 sommets, 6 arêtes, et 3 faces.

L'ensemble des j-faces (−1 ≤ j ≤ n) d'un n-polytope (géométrique) forme un  n-polytope abstrait.
D'autres polytopes abstraits n'ont pas de représentations (dans un espace euclidien), ou celles-ci ne sont pas généralement considérées comme des polytopes :
- les apeirotopes (en) (ou polytopes infinis), en particulier les pavages ;
- des triangulations de variétés non orientables, comme le plan projectif ;
- d'autres objets découverts justement par la théorie des polytopes abstraits, comme la 11-cellule (en) et la 57-cellule (en).

### Hosoèdres et hosotopes
Le digone a pour généralisation les hosoèdres (en) et les hosotopes de plus grande dimension, qui peuvent tous être réalisés comme polyèdres sphériques, c'est-à-dire qu'ils pavent la n-sphère.

### Polytopes projectifs
Les solides de Platon (à l'exception du tétraèdre régulier) sont invariants par symétrie centrale, ce qui permet de les projeter sur le plan projectif, obtenant quatre nouveaux polyèdres abstraits (réguliers), l'hémicube (en), l'hémioctaèdre (en), l'hémidodécaèdre (en) et l'hémiicosaèdre (en).

## Dualité
Chaque polytope (géométrique) a un dual (obtenu à l'aide de la transformation par polaires réciproques). Abstraitement, le dual est le polytope obtenu en renversant l'ordre (autrement dit, si F < G dans le polytope abstrait initial, on a F > G dans le dual) ; dans le diagramme de Hasse, cela revient à replacer le rang k par le rang (n − k − 1). Pour un polyèdre (n=3)
, cela veut dire que les 0-faces (les sommets) deviennent des 2-faces. Le dual du dual est isomorphe  au polytope initial.
Un polytope est auto-dual s'il est isomorphe à son  dual, et donc si son diagramme de Hasse est symétrique par rapport à la ligne horizontale de rang (n–1)/2. C'est par exemple le cas de la pyramide à base carrée décrite plus haut.
La figure de sommet en V dans un polytope P est le polytope dual de la facette (la (n–1)-face) qui est l'image de V dans le polytope dual de P.

## Polytopes abstraits réguliers
Formellement, on dit qu'un polytope abstrait est régulier  si son groupe d'automorphismes agit transitivement sur l'ensemble de ses drapeaux. En particulier, toutes les k-faces sont « les mêmes », c'est-à-dire qu'il y a un automorphisme les envoyant l'une sur l'autre ; de plus on démontre aisément que toutes les k-faces sont elles aussi régulières. Pour un polytope abstrait régulier, le groupe d'automorphismes est isomorphe à un quotient d'un groupe de Coxeter.
Tous les polytopes de rang ≤ 2 sont réguliers. Les cinq solides de Platon sont les seuls polyèdres réguliers, mais d'autres polyèdres abstraits réguliers sont possibles, comme  l'hémicube montré plus haut ; ce dernier possède même une réalisation non dégénérée, comme pavage du plan projectif.

## Le problème d'amalgamation et les polytopes universels
Une importante question de la théorie est le problème d'amalgamation. Étant donnés deux polytopes abstraits K et L, il s'agit de déterminer
s'il existe des polytopes P  dont les  facettes sont K et dont les figures de sommet sont L ;
si ces polytopes sont tous finis ;
et d'en dresser la liste.
Par exemple, si K est le carré, et si L est le triangle, les réponses sont
qu'il existe des polyèdres à faces carrés, avec trois faces à chaque sommet (on dit qu'ils sont de type {4,3}) ;
que ces polyèdres abstraits sont tous finis et
qu'il n'en existe que deux, le cube (6 faces, 12 arêtes, 8 sommets), et l'hémicube (3 faces, 6 arêtes, 4 sommets).
On démontre que si la réponse est oui (pour des polytopes K et L réguliers), il existe un unique polytope P répondant à la question qui recouvre tous les autres, au sens précis détaillé ci-dessous ;  P est appelé le polytope universel pour ce choix de facettes et de figures de sommet.
Plus précisément, tout autre polytope Q ayant les mêmes facettes et figures de sommet peut s'écrire Q=P/N, où
- N est un sous-groupe du groupe d'automorphismes de P, et
- P/N est l'ensemble des orbites des éléments de P  sous l'action de N (l'ordre partiel étant celui induit par l'ordre de P).

Q=P/N est appelé un quotient de P, et on dit que P est un revêtement de Q.
Compte tenu de ce résultat, l'étude du problème d'amalgamation pour un K et un  L donnés se ramène à essayer de
1. déterminer le polytope universel ;
2. classifier ses quotients.

Ces deux problèmes sont, en général, extrêmement difficiles.
Dans l'exemple précédent, où K est le carré  et L le triangle, le  polytope universel {K,L} est le cube (noté également {4,3}). L'hémicube est le quotient {4,3}/N, où N est le sous-groupe de symétries du cube formé de l'identité et de la symétrie centrale.
Si on prend K et L tous deux égaux au carré, le  polytope universel {K,L} (noté {4,4}) est le pavage du plan par des carrés. Ce pavage possède une infinité de quotients (tous ne sont pas réguliers), correspondant à différents pavages du tore, de la bouteille de Klein ou du cylindre par des carrés.

### La 11-cellule et la 57-cellule
La 11-cellule (en), découverte indépendamment par H. S. M. Coxeter et Branko Grünbaum, est un 4-polytope abstrait. Ses facettes (des 3-polytopes) sont des hémi-icosaèdres, topologiquement isomorphes à des plans projectifs et non à des sphères, ce qui interdit de le voir comme un pavage d'une variété au sens usuel. Historiquement, c'est l'un des premiers polytopes abstraits découverts qui ne se déduise pas d'un polytope géométrique. Elle est autoduale et universelle, de plus c'est le seul polytope à facettes hémi-icosaédrales et à figures de sommet hémi-dodécaédrales.
La 57-cellule (en), découverte par H. S. M. Coxeter un peu après la découverte de la 11-cellule, est aussi autoduale et universelle et c'est le seul polytope qui a des facettes hémi-dodécaédrales et des figures de sommet hémi-icosaédrales. Un exemple proche de la 57-cellule est le polytope universel pour des facettes hémi-dodécaédrales et des figures de sommet icosaédrales ; bien que fini, celui-ci est très grand, avec 10 006 920 facettes et 5 003 460 sommets.

### Topologie locale
Historiquement, le problème d'amalgamation a été considéré d'un point de vue topologique, en prenant pour  K et  L non des polytopes spécifiques, mais n'importe quel représentant d'une classe d'équivalence, typiquement correspondant au pavage d'une variété. Par exemple, si K et L sont sphériques (c'est-à-dire que leurs facettes pavent une n-sphère), on dit que P est localement sphérique (et les facettes de P pavent alors une variété de dimension n+1).
Plus généralement, on dit qu'un polytope est localement X si ses facettes et figures de sommet sont (topologiquement) des sphères ou  X (mais pas toutes les deux des sphères). La 11-cellule et la 57-cellule sont ainsi deux exemples de rang 4 de polytopes localement projectifs, les facettes et les figures de sommet étant toutes deux des plans projectifs.

## Applications d'échange
Soit Ψ un drapeau d'un n-polytope, et  −1 < i < n. Partant des définitions, on montre qu'il existe un unique drapeau différent depar un élément de rang i, tous les autres éléments étant les mêmes. Notant ce drapeau Ψ(i), on obtient ainsi un ensemble d'applications, φi : Ψ{\displaystyle \mapsto }Ψ(i), appelées applications d'échange, puisque φi (φi(Ψ))=Ψ. On a également les propriétés suivantes : 
- les φi engendrent un groupe, D (c'est un exemple d'un groupe d'actions de drapeaux) ;
- si |i − j| > 1, φi o φj = φj oφi ;
- si α est un automorphisme du polytope, α commute avec tous les φi : α o φi = φi o α ;
- si le polytope est régulier, D est isomorphe au groupe des automorphismes ; sinon, il est strictement plus grand.

Le groupe D intervient dans la démonstration de ce que tout polytope abstrait est quotient d'un polytope régulier.

## Matrices d'incidence
On peut également représenter un polytope par sa  matrice d'incidence, dans laquelle les 1 représentent des couples de faces incidentes, et les autres éléments sont nuls.
Ainsi, la matrice d'incidence suivante est celle du triangle  abc.
|     | ø | a | b | c | ab | bc | ca | abc |
| --- | - | - | - | - | -- | -- | -- | --- |
| ø   | 1 | 1 | 1 | 1 | 1  | 1  | 1  | 1   |
| a   | 1 | 1 | 0 | 0 | 1  | 0  | 1  | 1   |
| b   | 1 | 0 | 1 | 0 | 1  | 1  | 0  | 1   |
| c   | 1 | 0 | 0 | 1 | 0  | 1  | 1  | 1   |
| ab  | 1 | 1 | 1 | 0 | 1  | 0  | 0  | 1   |
| bc  | 1 | 0 | 1 | 1 | 0  | 1  | 0  | 1   |
| ca  | 1 | 1 | 0 | 1 | 0  | 0  | 1  | 1   |
| abc | 1 | 1 | 1 | 1 | 1  | 1  | 1  | 1   |

Ces matrices sont toujours symétriques, et contiennent beaucoup d'informations redondantes (par exemple la première et la dernière ligne sont toujours remplies de 1) ; on peut ainsi utiliser les symétries du polytope pour construire des matrices d'incidence plus compactes, comme dans l'exemple suivant.

### La pyramide à base carrée

La pyramide à base carrée et son diagramme de Hasse.

On peut souvent réduire la matrice d'incidence en regroupant les faces symétriques, et en comptant les incidences avec multiplicité. Ainsi, pour la pyramide à base carrée ci-contre, on peut regrouper les sommets B, C, D et E, les arêtes  f, g, h et j, etc., obtenant finalement la matrice :
|         | A | B,C,D,E | f,g,h,j | k,l,m,n | P,Q,R,S | T |
| ------- | - | ------- | ------- | ------- | ------- | - |
| A       | 1 | *       | 4       | 0       | 4       | 0 |
| B,C,D,E | * | 4       | 1       | 2       | 2       | 1 |
| f,g,h,j | 1 | 1       | 4       | *       | 2       | 0 |
| k,l,m,n | 0 | 2       | *       | 4       | 1       | 1 |
| P,Q,R,S | 1 | 2       | 2       | 1       | 4       | * |
| T       | 0 | 4       | 0       | 4       | *       | 1 |

(Les * représentent des incidences impossibles entre éléments distincts de même rang.)
Dans cette représentation, la matrice n'est plus symétrique, bien que des redondances persistent : en notant {\displaystyle I=(I_{ij})} la matrice, on a 
{\displaystyle I_{ii}\cdot I_{ij}=I_{ji}\cdot I_{jj}\ \ (i<j).}